# Baqa al-Gharbiyye

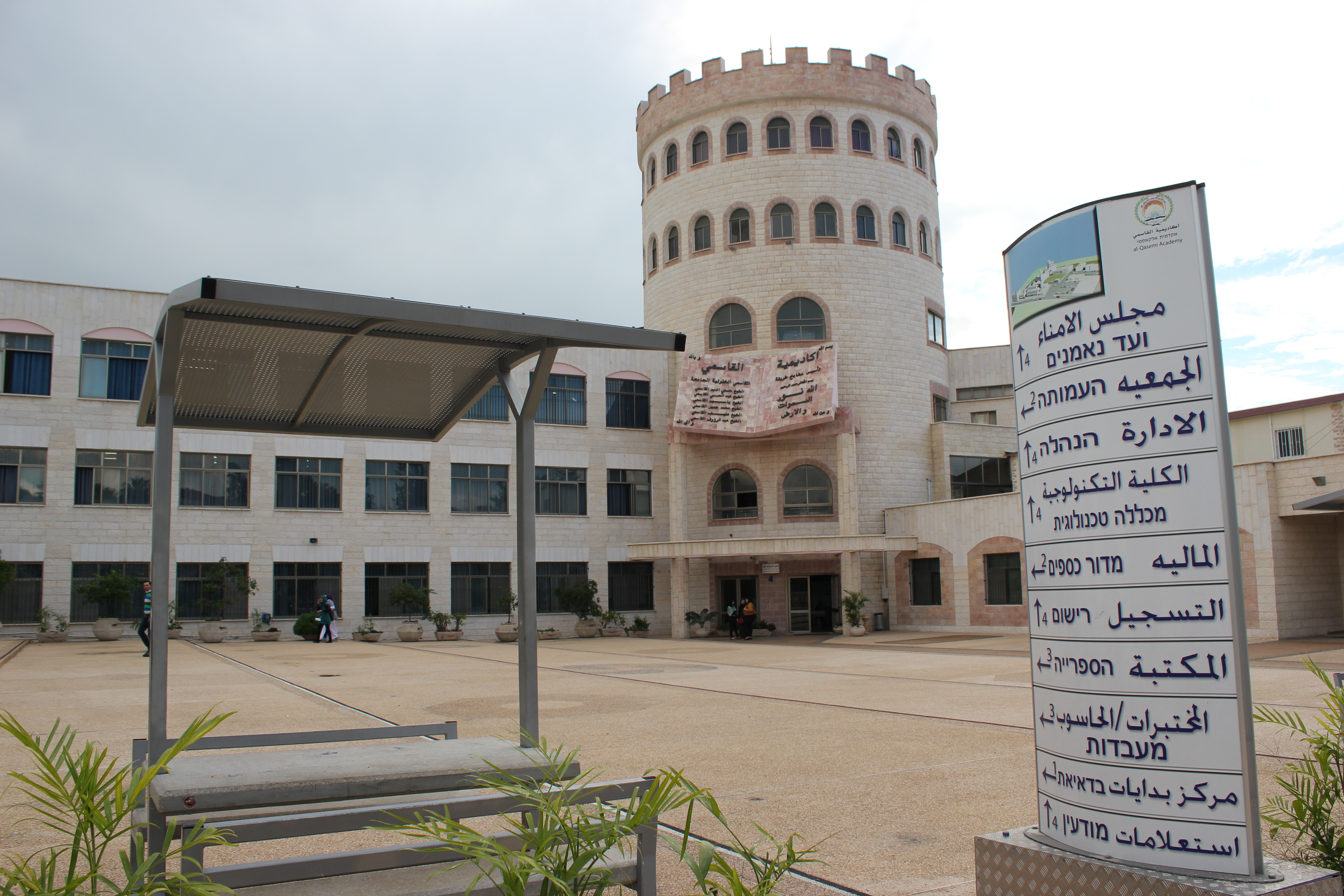
Al-Qasemi Universidad Académica de Educación.

Baqa al-Gharbiyye (en árabe: باقة الغربية‎, hebreo: באקה אל-גרביה, בָּקַה אל-עַ'רְבִּיָּה) es una ciudad predominantemente árabe en el distrito de Haifa de Israel, ubicada cerca de la Línea Verde. En 2003, Baqa al-Gharbiyye se unió al consejo local de Jatt para formar Baqa-Jat, una unificación que se disolvió unos años más tarde. La ciudad tenía una población de 29 393 en 2018.

## Historia
Aquí se han encontrado restos de cerámica de la Edad de Bronce Intermedia, Edad de Hierro II y Helenística.

### Eras romana, bizantina y omeya
Se ha encontrado una prensa de aceitunas, canteras y un lagar que parece que datan del período helenístico o romano temprano. También se han encontrado objetos de cerámica de finales del período romano o principios bizantinos, y una cueva funeraria, con restos que datan del período bizantino y el comienzo de los períodos omeyas (siglos VI-VII).

### Cruzado / eras mamelucos
En 1265, el sultán Baibars dividió la aldea entre los emires 'Ala' al-Din Taibars al-Zahiri y Ala 'al-Din' Ali al-Tunkuzi cuando las aldeas de Palestina fueron divididas y entregadas a los combatientes que lucharon contra los cruzados.

### Era otomana
Baqa fue mencionado en un documento otomano en 1538, como una pequeña aldea de cinco familias con 11 personas no casadas. [cita requerida] En 1596, Baqa al-Gharbiyye apareció en los registros de impuestos otomanos como en el Nahiya de Jabal Shami, parte del Sanjak de Naplusa. Tenía una población de 5 hogares musulmanes que pagaban una tasa impositiva fija del 33.3% sobre trigo, cebada, cultivos de verano, cabras o colmenas, y una prensa para aceitunas o uvas; un total de 12 000 akçe. La mitad de los ingresos se destinaron al waqf de al-Haramayn as-Sarifayn.
En 1799, Pierre Jacotin extravió a Atil en lugar de Baka, en su mapa realizado durante la campaña francesa en Egipto y Siria.
En 1838 se observó como una aldea, Bakah, al oeste, en la región administrativa occidental de Esh-Sha'rawiyeh, al norte de Naplusa.
En 1870, el explorador francés Victor Guérin visitó el pueblo. Lo describió como parado en una colina baja. Algunos pozos y cisternas parecían antiguos, el resto tenía una apariencia moderna. Calculó que la población era de 1500.
En 1882, la Encuesta del Fondo de Exploración de Palestina de Palestina Occidental describió a Baqa al-Gharbiyye como una aldea de tamaño moderado, muy blanca y llamativa. Tenía unos pocos olivos y huertos al sur.

### Mandato británico
En el censo de Palestina de 1922 realizado por las autoridades del Mandato Británico, Baqa Gharbiyeh tenía una población de 1443; 1442 musulmanes y un cristiano anglicano. En el censo de Palestina de 1931, se registró que Baqa tenía una población de 1640 musulmanes que vivían en 403 casas. Estos números incluyen la localidad más pequeña cercana, El Manshiya.
Al igual que otras aldeas palestinas, una estricta ley marcial británica controlaba la aldea. Cuando las batallas alcanzaron su punto máximo en 1938, Gran Bretaña declaró el estado de emergencia y se impuso un duro castigo colectivo a cada pueblo donde se encontraron militantes. Se estableció un campamento militar británico cerca de la escuela al-Madrasa al-Foqa. [cita requerida]
En el apogeo de la revuelta árabe, el 25 de agosto de 1938 tuvo lugar un enfrentamiento entre las tropas británicas y los militantes locales que resultó en una batalla armada que causó la muerte de dos oficiales británicos e hirió a tres militantes. El mismo día, las fuerzas militares británicas irrumpieron en la aldea y comenzaron grandes batallas y continuaron hasta el día siguiente por la mañana, cuando las pérdidas británicas aumentaron a tres. [cita requerida]
Al día siguiente, el 26 de agosto de 1938, los británicos ordenaron a los aldeanos que abandonaran sus hogares sin llevarse nada, y los que se negaron fueron sacados por la fuerza, y fueron conducidos a un campamento cercano. Más tarde, comenzaron las redadas en la aldea y continuaron hasta la noche, dejando una gran devastación para una aldea tan pequeña: la mayoría de las casas de madera fueron quemadas y más de 70 casas fueron destruidas. Después de que terminaron las redadas, los aldeanos se vieron obligados a caminar hacia el campamento Nur al-Shams cerca de Tulkarm. Al día siguiente, los aldeanos regresaron a la aldea para descubrir el enorme daño que le ocurrió a Baqa, y la noticia se difundió rápidamente en las ciudades palestinas. Este fue uno de los mayores ataques británicos contra una aldea palestina durante la revuelta. [cita requerida]

En las estadísticas de 1945, la población de Baqa al-Gharbiyye (incluida Manshiyat Baqa) consistía en 2240 musulmanes con una superficie total de 21.116 dunams, según una encuesta oficial de tierras y población. De esto, 861 dunams fueron designados para plantaciones y tierras de regadío, 18.986 para cereales, mientras que 76 dunams fueron zonas urbanas (urbanas).

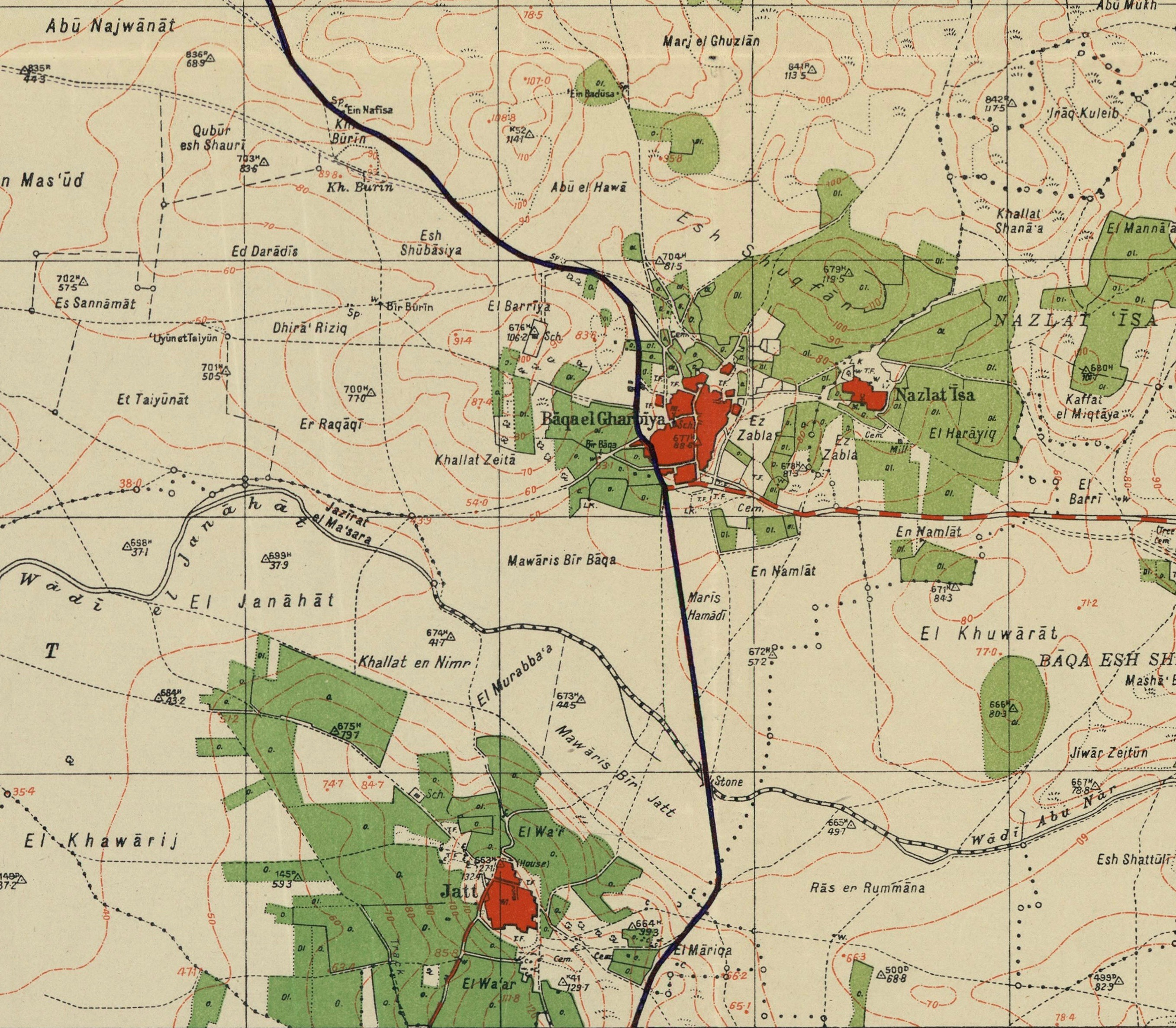
Baqa al-Gharbiyye 1942 1:20,000
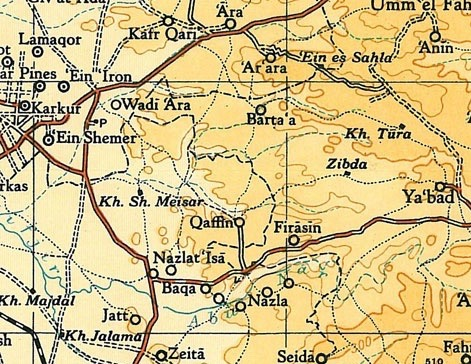
Baqa al-Gharbiyye  1945 1:250,000

### Israel

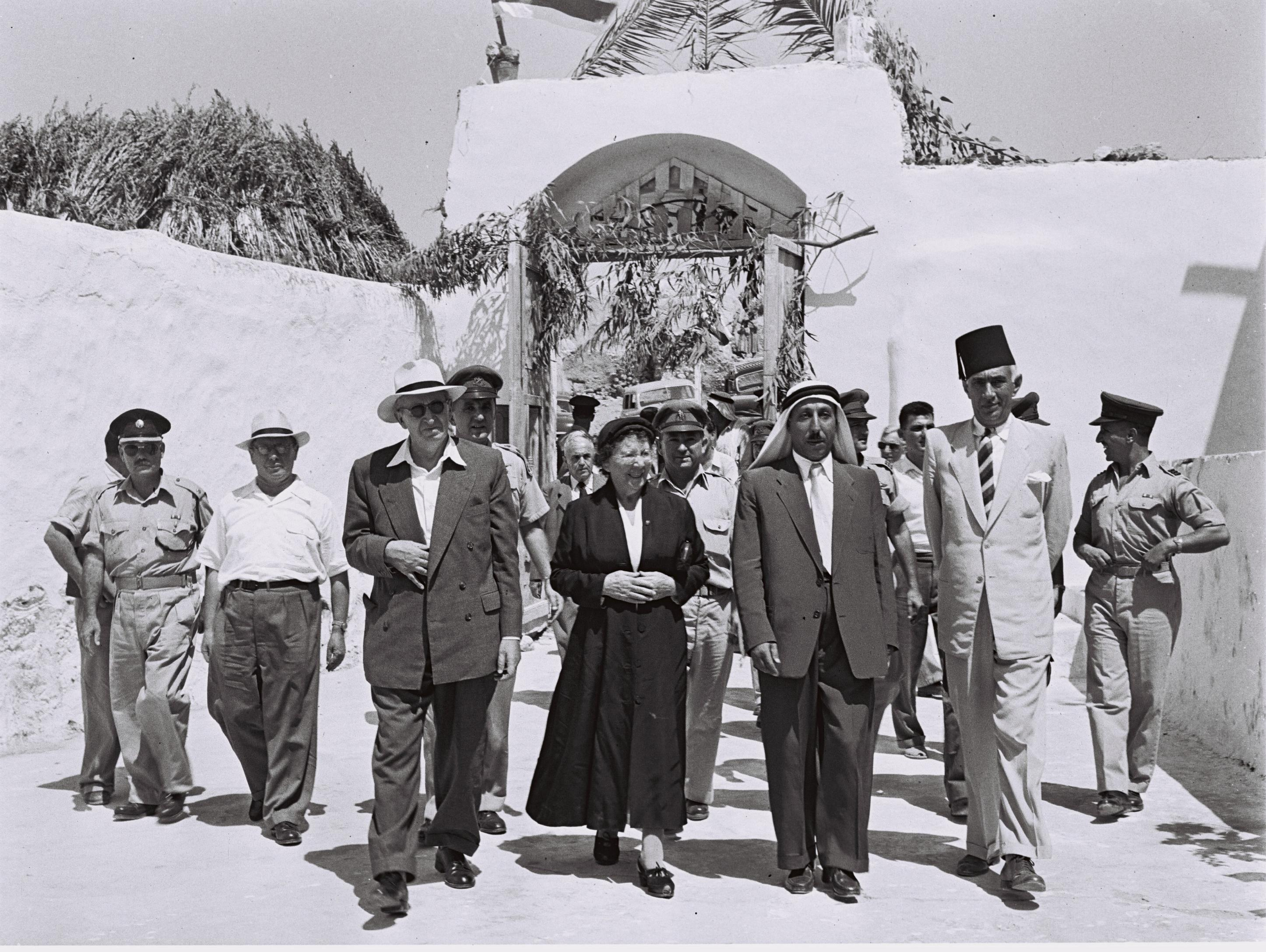
El presidente israelí Yitzhak Ben Zvi visitando MK Fares Hamdan en Baka El-Garbiyya, septiembre de 1956

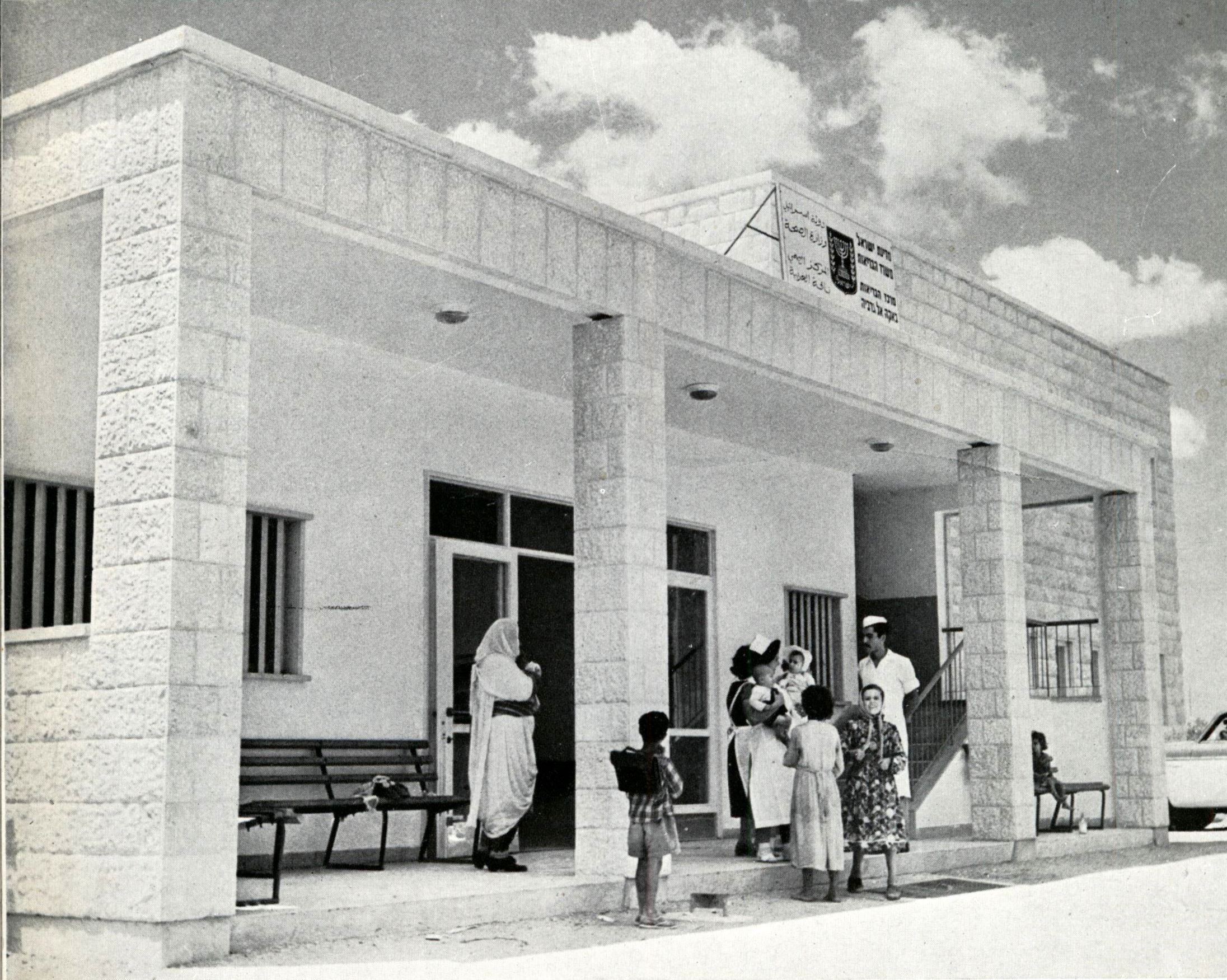
Clínica de salud Baqa al-Gharbiyya, años 50

En los primeros años de la independencia israelí, Baqa al-Gharbiyye fue uno de los cuarteles generales de la administración militar israelí. Las propiedades de la ciudad, que habían sido 21 116 dunams en 1945, se redujeron a 8228 dunams en 1962, principalmente debido a la expropiación en 1953-1954. En 1963, la fábrica de conservas de Baka se asoció con Priman, una compañía israelí que se mudó a Baqa al-Gharibiyye.
En 1996, Baqa al-Gharbiyye fue declarada ciudad. En 2003 se combinó con el pueblo cercano Jatt para convertirse en la ciudad de Baqa-Jatt.
Baqa al-Gharbiyye está separada de su ciudad hermana de Cisjordania, Baqa ash-Sharqiyya (o Baqa oriental), por la barrera israelí de Cisjordania que en esta sección coincide con la Línea Verde. Como resultado, un muro de cemento cubierto con alambre de púas atraviesa un vecindario.
Como canciller israelí entre abril y junio de 2008, Tzipi Livni planteó la posibilidad de un intercambio territorial con el presidente de la Autoridad Palestina, Mahmoud Abbas. Ella propuso transferir las comunidades árabes israelíes, entre ellas Baqa al-Gharbiyeh, al lado palestino de la frontera. Los palestinos rechazaron la propuesta.

## Demografía

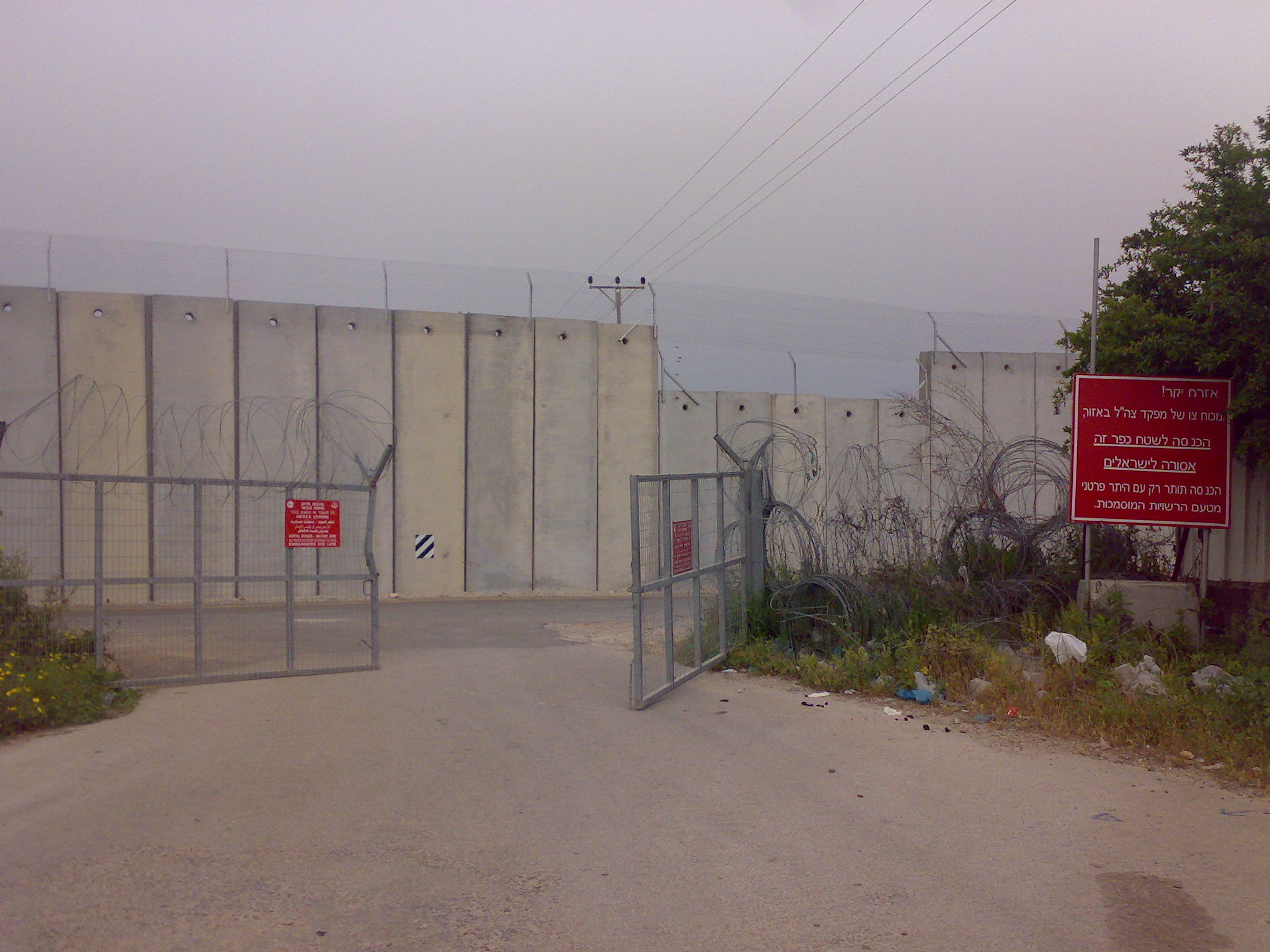
Paso de Barrera de la separación a través de oriental Baqa al-Gharbiyye

En 2019, la población oficial era de 29 000. Junto con Jatt (11 000) la población estimada es de 40 000. La composición étnica de la ciudad es completamente árabe musulmana, sin población judía y algunas excepciones europeas y extranjeras. La ciudad está compuesta por 51% de hombres y 49% de mujeres. Baqa tiene una tasa de crecimiento demográfico del 3,1%. La población de la ciudad se extiende con 48.6% de 19 años o menos, 18.4% entre 20 y 29, 18.9% entre 30 y 44, 9.5% de 45 a 59, 1.8% de 60 a 64 y 2.8% 65 años de edad o más.

## Educación y cultura

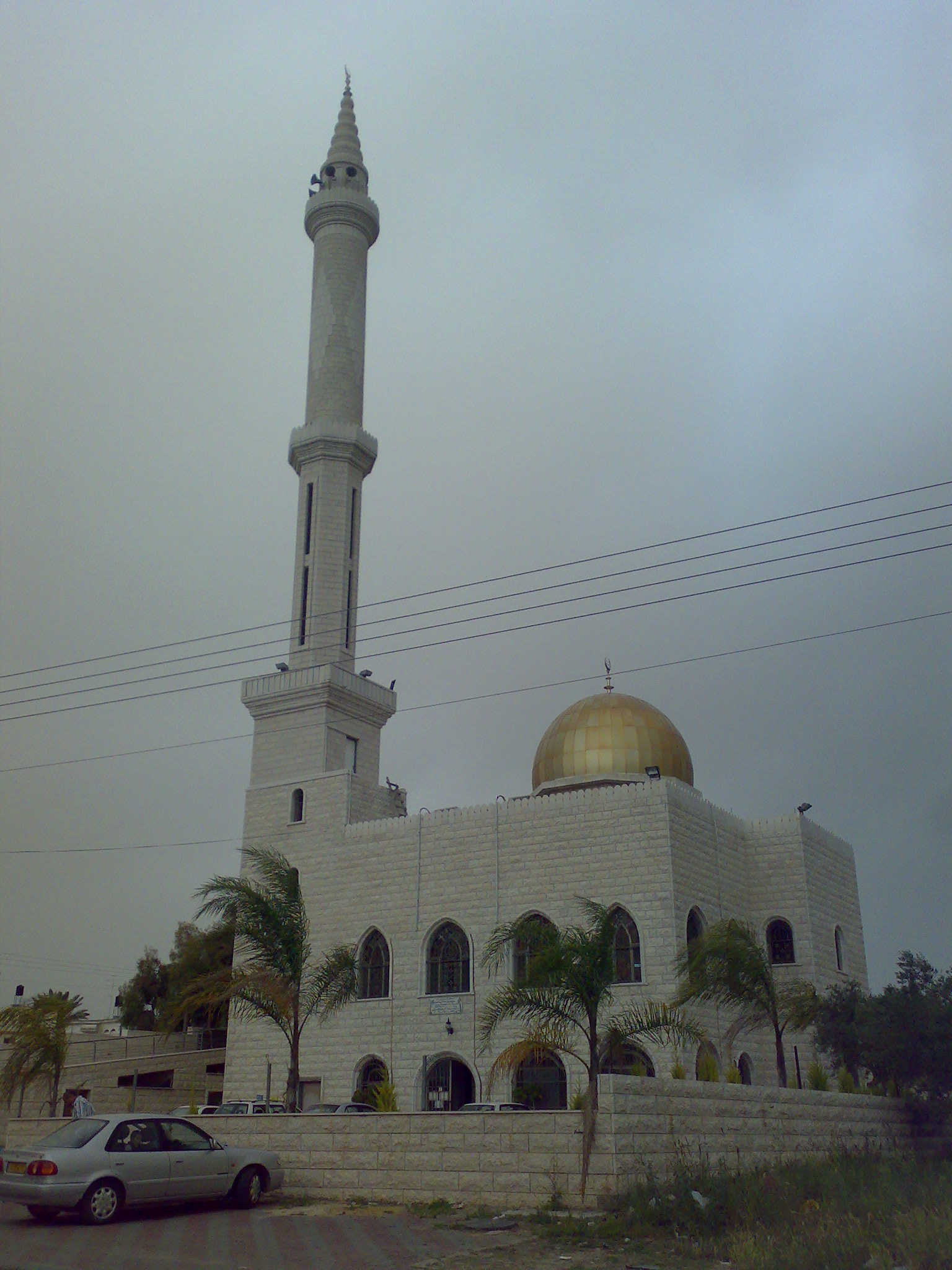
Mezquita Alserat

Según la CBS, el 47.8% de los estudiantes de 12 ° grado tenían derecho a un certificado de matriculación en 2001. Hay 6 escuelas primarias y dos escuelas secundarias, además de una escuela privada. Además de las instituciones educativas oficiales, Baqa tiene una amplia gama de instituciones educativas privadas que brindan servicios a los residentes de la ciudad, así como a personas de toda la región. Además, la escuela Al-Rahma (مدرسة الرحمة) de la ciudad ofrece educación especial para la ciudad y los pueblos y aldeas circundantes.
El Colegio Académico de Educación Al-Qasemi, ubicado en la ciudad, al que acuden estudiantes conocidos para estudiar de todo el país, y tiene una facultad árabe y judía combinada. La universidad está creciendo y expandiéndose rápidamente como parte del grupo de proyectos Al-Qasemi para establecer una educación privada de alto nivel en la ciudad, incluida la escuela privada, una biblioteca y varios centros de educación extra.

## Economía
Baqa al-Gharbiyye se considera un centro comercial e industrial para ciudades, pueblos y kibutzim cercanos. Hay más de 400 talleres en Baqa. Las zonas industriales constituyen el 8,5% del área de la ciudad.3

## Asuntos medioambientales
En 2007, los alcaldes de Baqa al-Gharbiyya y Baqa ash-Sharqiyya firmaron un acuerdo para limpiar Wadi Abu Nar, una corriente contaminada que atraviesa ambas aldeas. Los alcaldes también se comprometieron a proteger el acuífero de la montaña, la fuente de agua subterránea más importante para israelíes y palestinos, mediante el establecimiento de un sistema autorizado de red de alcantarillado. Baqa al-Gharbiyya acordó conectar la planta de tratamiento de aguas residuales de la ciudad con una red de eliminación de residuos en Baqa al Sharkiya.